# 驼背山

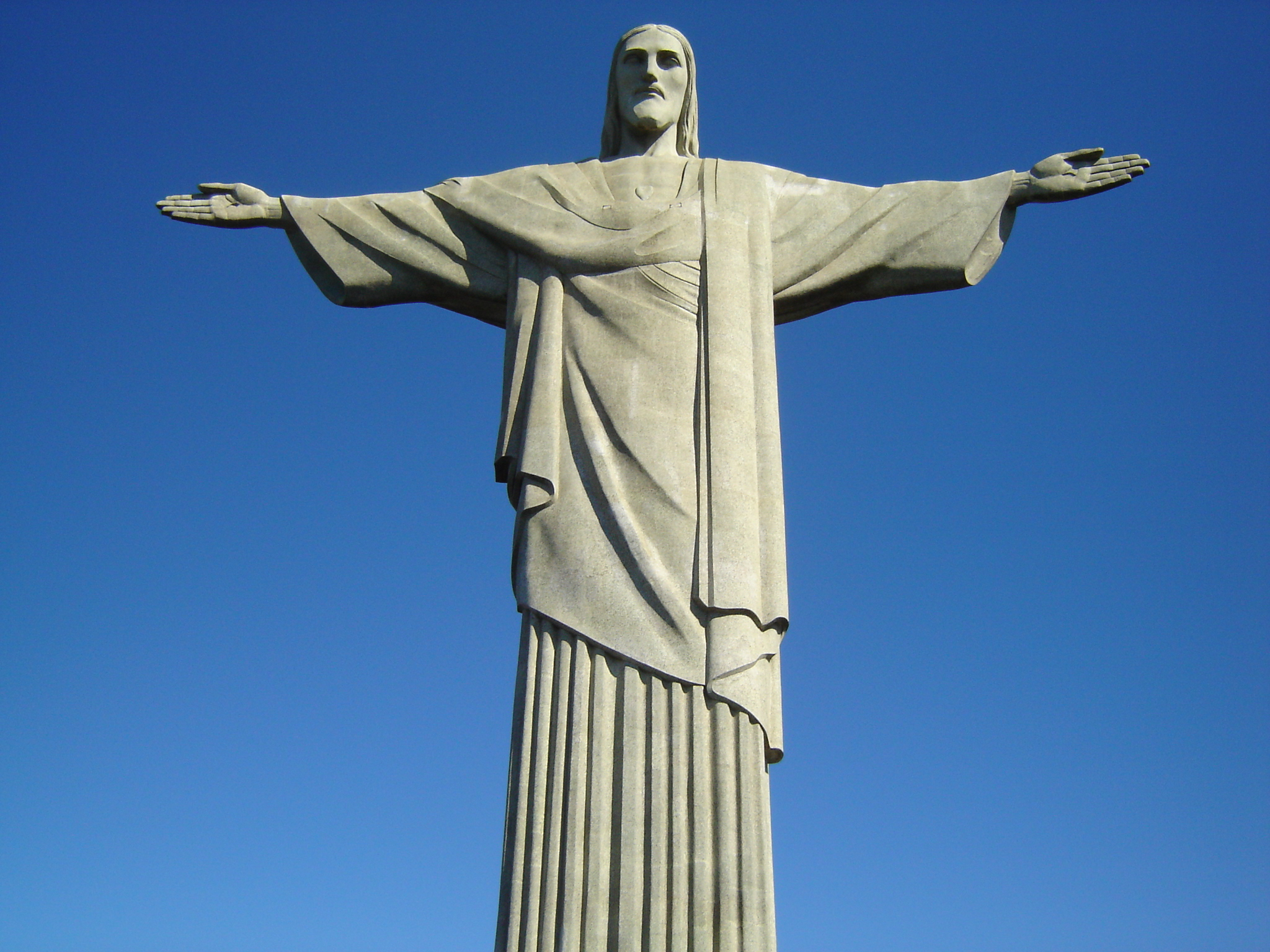
里约热内卢基督像

驼背山（葡萄牙语：Corcovado），又名基督山（葡萄牙语：Monte Cristo），是巴西里约热内卢的一座花岗岩山峰，高710-（2,329-英尺），位于市中心西部的蒂茹卡森林公园，从很远的距离都可看到。
驼背山以山顶高38米的里约热内卢基督像而著称。驼背山也是巴西文化的象征。
登上驼背山和雕像可以通过1884年开通的驼背山齿轨铁路（3.8公里长），铁路行程大约需要20分钟，每天自8:30至18:30每20分钟一班。每小时运送乘客540人次。由于其有限的客运能力，在入口等待可能需要几个小时。从火车终点站到达雕像脚下的观景台还需攀登223级台阶，或乘坐升降机和自动扶梯。铁路和雕像的平台通常都很拥挤。驼背山的南侧有54条攀岩路线。
驼背山最热门的景点是雕像和观景台，每年吸引超过30万游客。从观景台可以看到里约热内卢的全景，包括市中心，以及科帕卡瓦纳海滩和伊帕内玛海滩。
曾经登上山顶的名人包括教宗庇护十二世、若望保禄二世、爱因斯坦和戴安娜王妃。